# Dromtjärnarna (Hallens socken, Jämtland, 699703-140086)
Dromtjärnarna är en sjö i Åre kommun i Jämtland och ingår i Indalsälvens huvudavrinningsområde. Dromtjärnarna ligger i Bastudalen Natura 2000-område. Sjöns area är 0,025 kvadratkilometer och den är belägen 776 meter över havet.